# Raphael Veiga
Raphael Cavalcante Veiga (São Paulo, 19 de junio de 1995) es un futbolista brasileño. Juega de centrocampista y su equipo es el Palmeiras de la Serie A de Brasil.

## Trayectoria
Oriundo de São Paulo, Veiga pasó por las inferiores del Corinthians, São Paulo, Portuguesa y el Grêmio Osasco Audax y Coritiba, fue en este último club cuando fue promovido al primer equipo en febrero de 2016.
Debutó profesionalmente por el Coritiba, como suplente en la victoria por 3-0 contra el Avaí por la Primeira Liga. Debutó en la Serie A el 23 de julio, como titular en la victoria por la mínima sobre el Santa Cruz. Tras jugar 19 encuentros de liga y anotar tres goles, Veiga fichó por el Palmeiras el 19 de diciembre.
El 2 de enero de 2018 fue enviado a préstamo al Atlético Paranaense por toda la temporada.

## Estadísticas

### Clubes
Actualizado hasta su último partido disputado el 30 de marzo de 2025.
| Club                          | Div.          | Temporada     | Liga  | Liga  | Liga   | Estatales | Estatales | Estatales | Copas nacionales | Copas nacionales | Copas nacionales | Torneos internacionales | Torneos internacionales | Torneos internacionales | Total | Total | Total  |
| Club                          | Div.          | Temporada     | Part. | Goles | Asist. | Part.     | Goles     | Asist.    | Part.            | Goles            | Asist.           | Part.                   | Goles                   | Asist.                  | Part. | Goles | Asist. |
| ----------------------------- | ------------- | ------------- | ----- | ----- | ------ | --------- | --------- | --------- | ---------------- | ---------------- | ---------------- | ----------------------- | ----------------------- | ----------------------- | ----- | ----- | ------ |
| Coritiba F. B. C. · Brasil    | 1.ª           | 2016          | 19    | 3     | 3      | 1         | 0         | 0         | 1                | 0                | 0                | 3                       | 0                       | 0                       | 24    | 3     | 3      |
| Coritiba F. B. C. · Brasil    | Total club    | Total club    | 19    | 3     | 3      | 1         | 0         | 0         | 1                | 0                | 0                | 3                       | 0                       | 0                       | 24    | 3     | 3      |
| S. E. Palmeiras · Brasil      | 1.ª           | 2017          | 11    | 0     | 1      | 7         | 1         | 1         | 1                | 0                | 0                | 1                       | 0                       | 0                       | 20    | 1     | 2      |
| Athletico Paranaense · Brasil | 1.ª           | 2018          | 31    | 7     | 6      | —         | —         | —         | 7                | 0                | 0                | 10                      | 3                       | 2                       | 48    | 10    | 8      |
| Athletico Paranaense · Brasil | Total club    | Total club    | 31    | 7     | 6      | 0         | 0         | 0         | 7                | 0                | 0                | 10                      | 3                       | 2                       | 48    | 10    | 8      |
| S. E. Palmeiras · Brasil      | 1.ª           | 2019          | 19    | 3     | 2      | 4         | 1         | 0         | 1                | 0                | 0                | 6                       | 1                       | 0                       | 30    | 5     | 2      |
| S. E. Palmeiras · Brasil      | 1.ª           | 2020          | 26    | 11    | 1      | 9         | 1         | 0         | 8                | 4                | 2                | 10                      | 2                       | 1                       | 53    | 18    | 4      |
| S. E. Palmeiras · Brasil      | 1.ª           | 2021          | 31    | 10    | 4      | 4         | 0         | 0         | 3                | 2                | 0                | 16                      | 6                       | 0                       | 54    | 18    | 4      |
| S. E. Palmeiras · Brasil      | 1.ª           | 2022          | 19    | 3     | 3      | 13        | 7         | 3         | 3                | 2                | 0                | 13                      | 9                       | 1                       | 48    | 21    | 7      |
| S. E. Palmeiras · Brasil      | 1.ª           | 2023          | 31    | 9     | 7      | 14        | 3         | 5         | 5                | 3                | 1                | 10                      | 3                       | 3                       | 60    | 18    | 16     |
| S. E. Palmeiras · Brasil      | 1.ª           | 2024          | 34    | 11    | 3      | 12        | 7         | 1         | 5                | 0                | 0                | 7                       | 2                       | 3                       | 58    | 20    | 7      |
| S. E. Palmeiras · Brasil      | 1.ª           | 2025          | 1     | 0     | 0      | 14        | 2         | 7         | —                | —                | —                | —                       | —                       | —                       | 15    | 2     | 7      |
| S. E. Palmeiras · Brasil      | Total club    | Total club    | 172   | 47    | 21     | 77        | 22        | 17        | 26               | 11               | 3                | 63                      | 23                      | 8                       | 338   | 103   | 49     |
| Total carrera                 | Total carrera | Total carrera | 222   | 57    | 30     | 78        | 22        | 17        | 34               | 11               | 3                | 76                      | 26                      | 10                      | 410   | 116   | 60     |
| 1. 2. 3. 4.                   |               |               |       |       |        |           |           |           |                  |                  |                  |                         |                         |                         |       |       |        |

## Palmarés

### Campeonatos regionales
| Título              | Club            | Estado    | Año  |
| ------------------- | --------------- | --------- | ---- |
| Campeonato Paulista | S. E. Palmeiras | São Paulo | 2020 |
| Campeonato Paulista | S. E. Palmeiras | São Paulo | 2022 |
| Campeonato Paulista | S. E. Palmeiras | São Paulo | 2023 |
| Campeonato Paulista | S. E. Palmeiras | São Paulo | 2024 |

### Campeonatos nacionales
| Título              | Club            | País   | Año  |
| ------------------- | --------------- | ------ | ---- |
| Copa de Brasil      | S. E. Palmeiras | Brasil | 2020 |
| Serie A             | S. E. Palmeiras | Brasil | 2022 |
| Supercopa de Brasil | S. E. Palmeiras | Brasil | 2023 |
| Serie A             | S. E. Palmeiras | Brasil | 2023 |

### Campeonatos internacionales
| Título              | Club                | Sede           | Año  |
| ------------------- | ------------------- | -------------- | ---- |
| Copa Sudamericana   | Atlético Paranaense | Curitiba       | 2018 |
| Copa Libertadores   | S. E. Palmeiras     | Río de Janeiro | 2020 |
| Copa Libertadores   | S. E. Palmeiras     | Montevideo     | 2021 |
| Recopa Sudamericana | S. E. Palmeiras     | São Paulo      | 2022 |

### Distinciones individuales
| Distinción                                | Organizador           | Año        |
| ----------------------------------------- | --------------------- | ---------- |
| Mejor jugador del Campeonato Paulista     | FPF                   | 2023       |
| Equipo Ideal del Campeonato Paulista      | FPF                   | 2022, 2023 |
| Equipo Ideal del Campeonato Brasileño     | Craque do Brasileirão | 2021       |
| Equipo Ideal del Campeonato Brasileño     | Bola de Prata         | 2021, 2023 |
| Equipo Ideal del Campeonato Brasileño     | Trofeu Mesa Redonda   | 2021       |
| Mejor jugador de la Copa de Brasil        | CBF                   | 2020       |
| Mejor jugador de la Supercopa de Brasil   | CBF                   | 2023       |
| Equipo Ideal de la Copa Libertadores      | Conmebol              | 2021       |
| Equipo Ideal de América                   | El País               | 2021       |
| Máximo goleador de la Supercopa de Brasil | CBF                   | 2021, 2023 |
| Máximo goleador del Mundial de Clubes     | FIFA                  | 2021       |
| Máximo goleador de la Recopa Sudamericana | Conmebol              | 2022       |